# Atrichopogon palus
Atrichopogon palus är en tvåvingeart som beskrevs av Bose och Gupta 2003. Atrichopogon palus ingår i släktet Atrichopogon och familjen svidknott. Inga underarter finns listade i Catalogue of Life.